# 艾昂縣 (密歇根州)
艾昂縣（英語：Iron County，或譯鐵郡）是位於美国密西根州西北部的一個縣，南鄰威斯康辛州。面積3,137平方公里，根據2020年美國人口普查數字，共有人口11,631。縣治水晶瀑布（Crystal Falls）。該縣成立於1885年4月3日。縣名來自當地豐富的铁矿。